# 长嘴斑海雀
，也称斑海雀，是鸻形目海雀科的一种鸟类。
2022年，为了反映其从亚种提升为新种后的形态特征，“中国鸟类名录”10.0版将斑海雀中文名修改为长嘴斑海雀。

## 特征
长嘴斑海雀体重约220克，翼长约134.6毫米，嘴峰长约31.3毫米，喙宽度约4.6毫米，喙厚度约6.5毫米，跗蹠长约17毫米，尾长约31.8毫米。长嘴斑海雀是候鸟，其栖息在开放的海洋及海岛环境中，食性为肉食性，主要食物来源是水生动物。

## 分布
堪察加半岛和鄂霍次克海至北海道。